# چن رولین
چن رولین (به چینی: 陈若琳 - Chen Ruolin) ورزشکار زن رشتهٔ شیرجه اهل کشور چین است. وی در بین سال‌های ‎۲۰۰۸ تا ۲۰۱۲ میلادی در مسابقات بازی‌های المپیک تابستانی در مجموع ۴ مدال طلا را کسب کرد.